# Václav Černý
Václav Černý, né le 17 octobre 1997 à Příbram en Tchéquie, est un footballeur international tchèque qui évolue actuellement au poste d'ailier droit au VfL Wolfsburg.

## Biographie

### Débuts en République tchèque
Natif de Příbram, il est formé dans le club de sa ville, le 1. FK Příbram, il est ensuite repéré par l'Ajax Amsterdam qu'il rejoint en 2013 et où il poursuit sa formation.

### Ajax Amsterdam
Arrivé en 2013 au club, il commence par évoluer dans l'équipe réserve de l'Ajax Amsterdam et dispute son premier match avec les pros contre le club de Willem II Tilburg le 15 août 2015 en championnat, à l'âge de 17 ans. Ce jour-là, il entre en jeu et son équipe gagne par 3 buts à 0. 
Le 26 novembre 2015, son équipe affronte le Celtic Glasgow lors de la phase de groupe de Ligue Europa 2015-2016. C'est son premier match dans cette compétition, et il entre en jeu à la place de Viktor Fischer en seconde période. Le score est alors de 1-1 au Celtic Park, mais à la 88e minute de jeu sur une contre attaque rapide, son coéquipier Arkadiusz Milik le sert dans la profondeur, et Černý se charge de la finition en trompant le gardien d'une frappe du droit, donnant ainsi la victoire à l'Ajax qui s'impose sur le score de 1-2. C'est également son premier but en professionnel. 
Il inscrit son premier but en Eredivisie le 1er mai 2016, lors d'une victoire à domicile de quatre buts à zéro contre le FC Twente, où il est titulaire pour la première fois.
Alors que Vaclav commence à se montrer avec l'équipe première en faisant de plus en plus d'apparitions, il est victime d'une sérieuse blessure en octobre 2017. Une rupture du ligament croisé qui le tiendra éloigné des terrains pendant un an, freinant ainsi sa progression. Il ne fait son retour avec les pros que le 31 octobre 2018 en Coupe des Pays-Bas, un match remporté par l'Ajax 3-0 contre les Go Ahead Eagles.

### FC Utrecht
Le 8 juillet 2019, Černý signe au FC Utrecht. Il joue son premier match pour le FC Utrecht le 25 juillet suivant, lors d'une rencontre de Ligue Europa face au HŠK Zrinjski Mostar. Il est titularisé et les deux équipes se neutralisent (1-1).
Il peine à s'imposer avec Utrecht, avec seulement 13 matchs disputés en première division, sans aucun but marqué.

### FC Twente
En juillet 2020, il est prêté pour une saison au FC Twente.
Le 20 septembre 2020, il inscrit son premier but en championnat sous ses nouvelles couleurs, sur la pelouse du Feyenoord Rotterdam (score : 1-1). Cinq jours plus tard, il récidive lors de la réception du FC Groningue (victoire 3-1). Huit jours plus tard, il marque de nouveau, face au FC Emmen.
Le 2 juillet 2021, Černý s'engage définitivement en faveur du FC Twente. Il signe un contrat de deux ans.
En fin de contrat avec Twente en juin 2023, Černý prolonge finalement le 24 mars 2023. Il est alors lié au club jusqu'en juin 2025,.

### VfL Wolfsburg
Le 23 juin 2023, Václav Černý rejoint l'Allemagne pour s'engager en faveur du VfL Wolfsburg. Il signe un contrat courant jusqu'en juin 2027 et portera le numéro 7,.

### En sélection
Václav Černý est un habitué des différentes équipes de jeunes de la Tchéquie, étant même un membre important de l'équipe des moins de 17 ans de 2012 à 2014.  Il inscrit huit buts dans la catégorie des moins de 17 ans, étant à plusieurs reprises capitaine de l'équipe.
C'est le 4 septembre 2015 contre Malte qu'il honore sa première sélection avec l'équipe espoirs. Il est titulaire sur l'aile droite de l'attaque et les Tchèques s'imposent sur le score de 4-1. De nouveau titulaire le 13 octobre de la même année, Černý inscrit son premier but lors du match nul 3-3 contre le Monténégro. Par la suite, le 24 mars 2017, il est l'auteur d'un triplé contre la Slovaquie.
Il participe avec les espoirs au championnat d'Europe espoirs en 2017. Lors de cette compétition, il joue deux matchs, contre l'Allemagne et le Danemark. Après ce tournoi, il devient capitaine de la sélection espoirs.
Le 11 novembre 2020, il reçoit sa première sélection en équipe de Tchéquie, lors d'une rencontre amicale face à l'Allemagne. Il joue la première mi-temps de ce match perdu sur le score de 1-0. Une semaine plus tard, le 18 novembre lors de sa deuxième sélection, il se met en évidence en délivrant une passe décisive contre la Slovaquie. Ce match gagné 2-0 par les Tchèques rentre dans le cadre de la Ligue des nations.
Il est retenu dans la liste des 26 joueurs tchèques du sélectionneur Ivan Hašek pour participer à l'Euro 2024.

## Palmarès

### En club
- Rangers FC
  - Finaliste de la Coupe de la Ligue écossaise en 2024